# Isola (Alpes-Maritimes)
Isola (vivaro-alpinisch Lieusola bzw. Liéusoulo) ist eine französische Gemeinde mit 652 Einwohnern (Stand 1. Januar 2022) im Département Alpes-Maritimes in der Region Provence-Alpes-Côte d’Azur. Sie gehört zum Arrondissement Nizza sowie zum Kanton Tourrette-Levens und ist Mitglied des Gemeindeverbandes Métropole Nice Côte d’Azur. Die Bewohner nennen sich die Isoliens.

## Geographie
Isola liegt in den französischen Seealpen, rund 73 Kilometer von Nizza entfernt und ist für das örtliche Wintersportgebiet „Isola 2000“ bekannt. Die Gemeindegemarkung grenzt:
- im Norden an Valdieri in Italien,
- im Osten an Valdeblore,
- im Südosten an Saint-Sauveur-sur-Tinée,
- im Süden an Roure und Roubion,
- im Südwesten an Beuil,
- im Westen an Saint-Étienne-de-Tinée.

Der Fluss Tinée kommt von der letztgenannten Nachbargemeinde und fließt dann durch Isola.

## Bevölkerungsentwicklung
| Jahr      | 1962 | 1968 | 1975 | 1982 | 1990 | 1999 | 2008 | 2012 |
| --------- | ---- | ---- | ---- | ---- | ---- | ---- | ---- | ---- |
| Einwohner | 342  | 223  | 389  | 539  | 576  | 526  | 689  | 747  |

## Sehenswürdigkeiten
Siehe: Liste der Monuments historiques in Isola (Alpes-Maritimes)

## Gemeindepartnerschaften
Seit 2010 hat der Ort eine Gemeindepartnerschaft mit Castiglione di Garfagnana, Toskana, Italien.

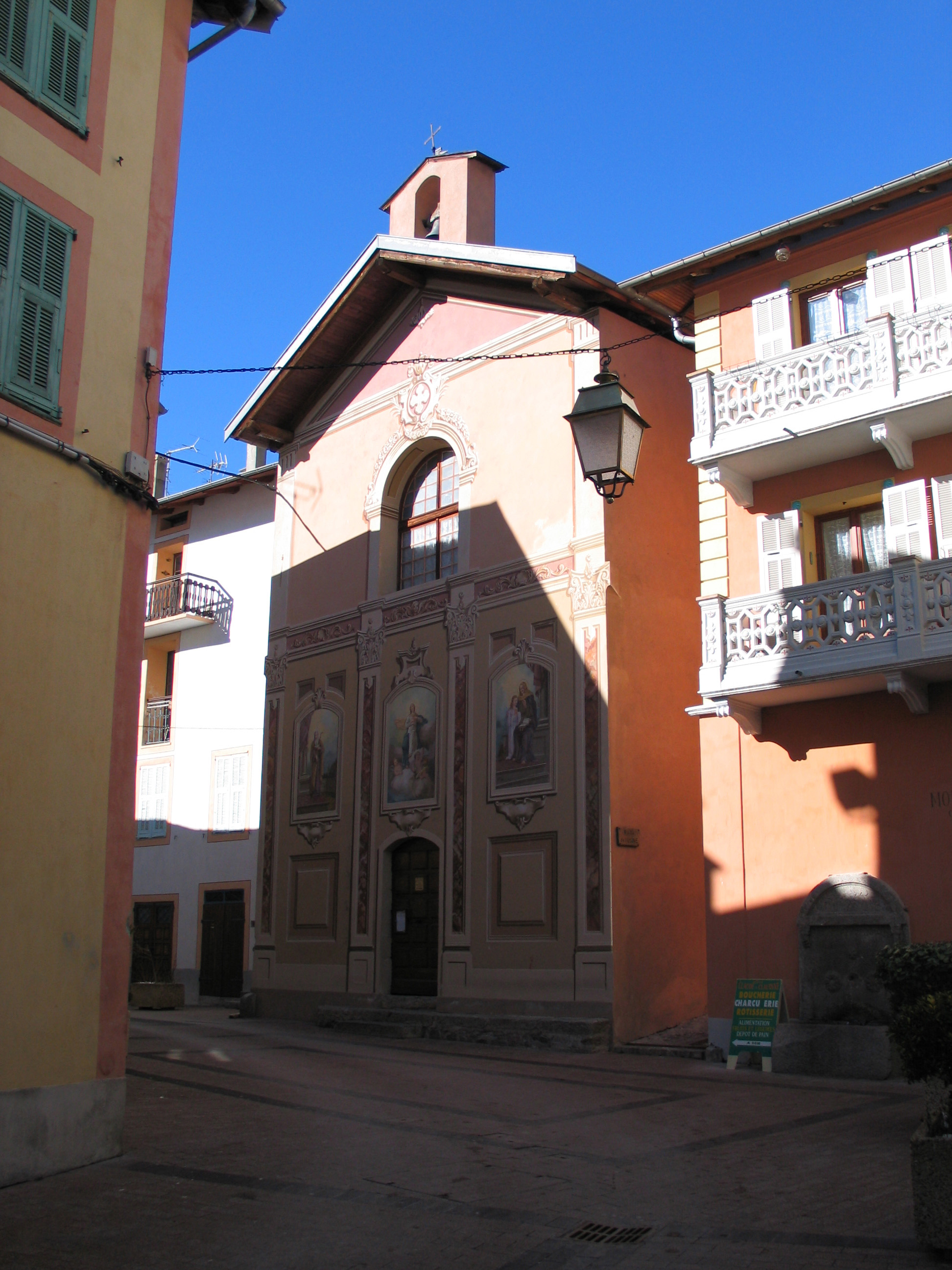
Kapelle Sainte-Anne
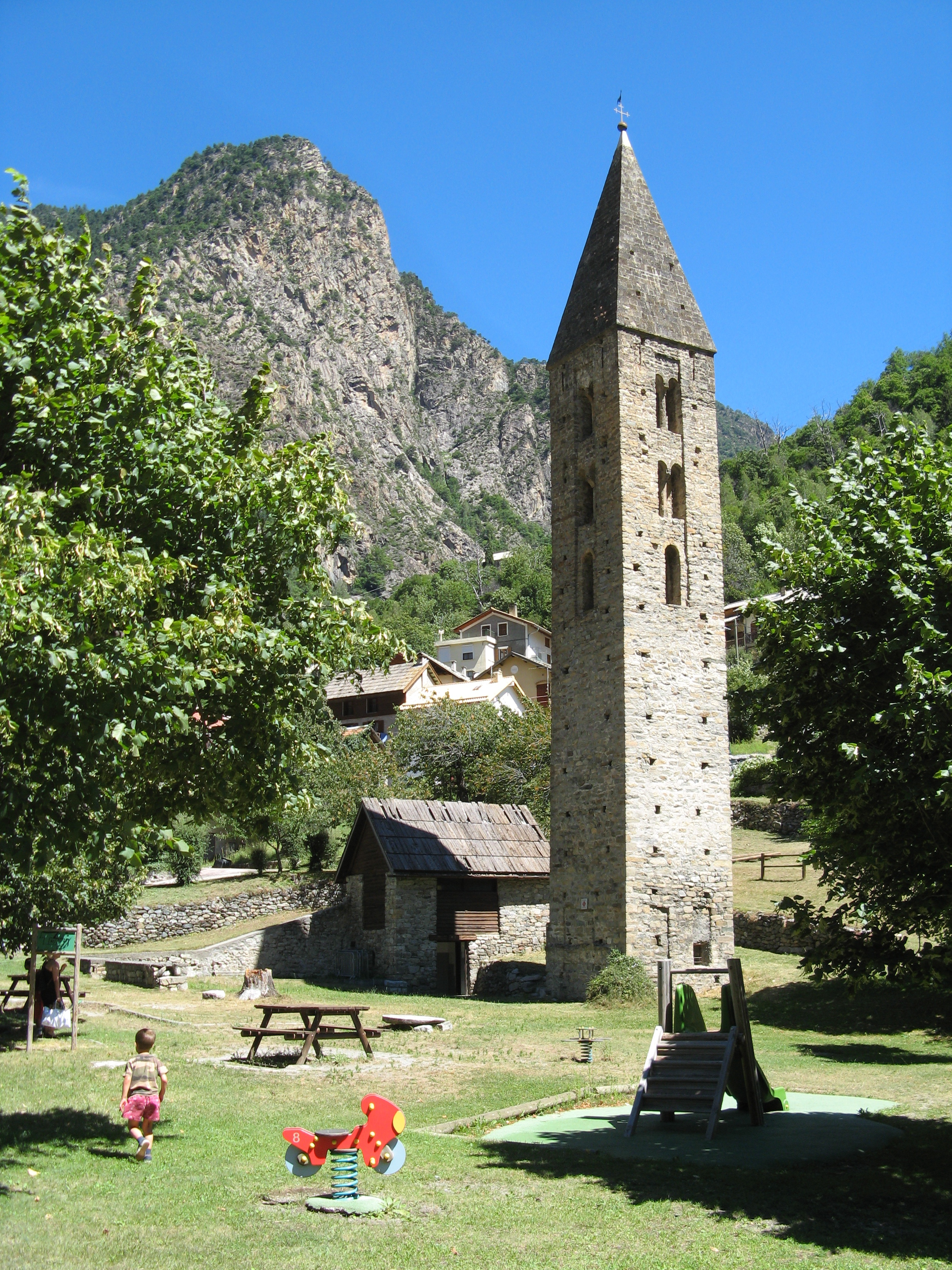
Romanische Kirche in Isola
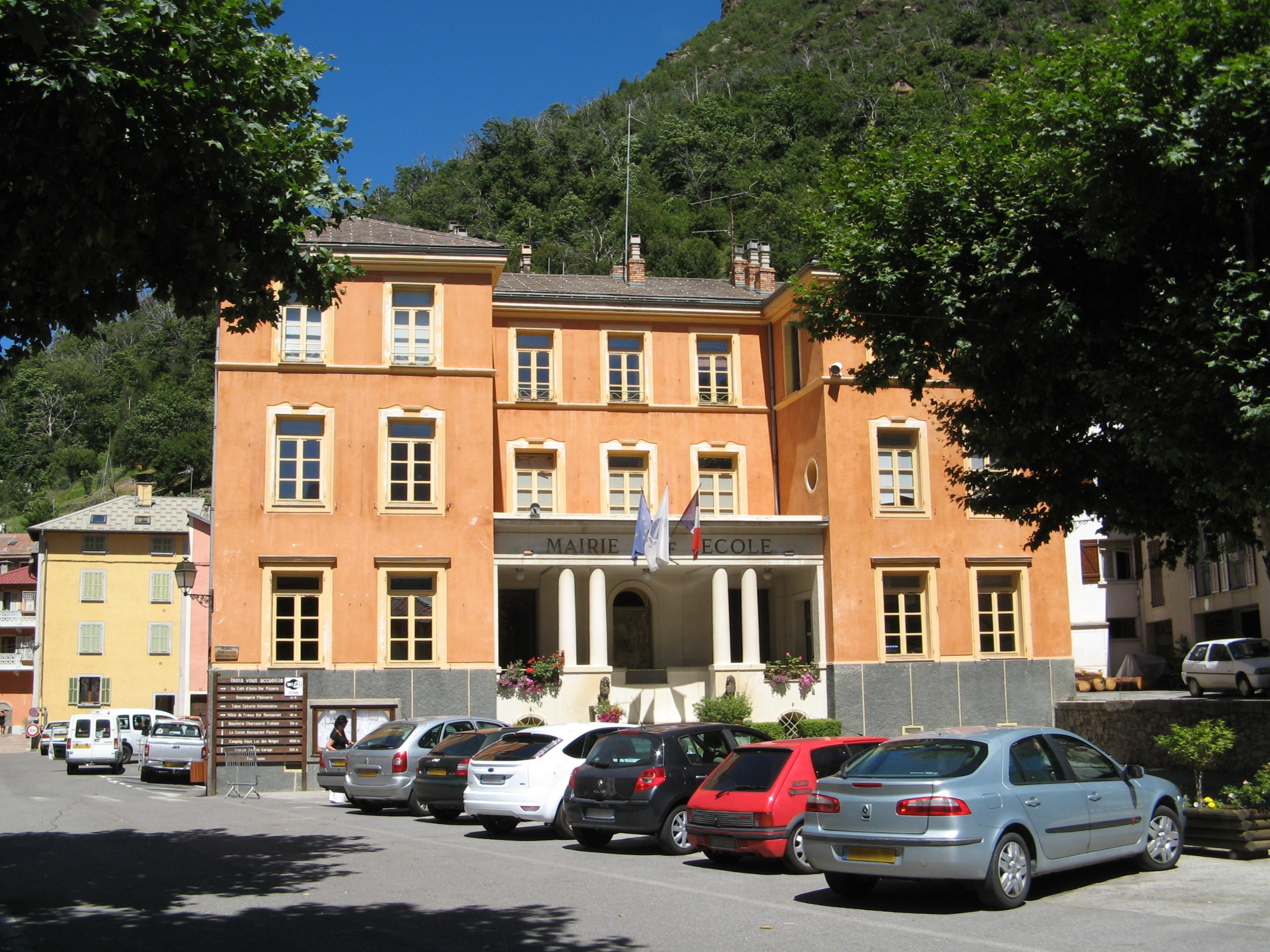
Mairie